# HD 204313 b
HD 204313 b es un planeta extrasolar que orbita la estrella de tipo G HD 204313, localizado aproximadamente a 155 años luz, en la constelación de Capricornio. Este planeta tiene al menos 4 veces la masa de Júpiter y tarda 5,29 años en completar su periodo orbital, con un semieje mayor de 3,08 UA. Sin embargo, se desconoce su radio y su inclinación ya que no fue descubierto por el método de tránsito astronómico o imagen directa. Este planeta fue detectado por el método de la velocidad radial usando el espectografo Echelle CORALIE montado en el telescopio Euler Swiss del observatorio de La Silla (Chile) el 11 de agosto de 2009. El astrónomo Wladimir Lyra (2009) ha propuesto Dryope como el nombre común posible para HD 204313 b.